# Yzengremer
Yzengremer és un municipi francès situat al departament del Somme i a la regió dels Alts de França. L'any 2007 tenia 565 habitants.

## Demografia

### Població
El 2007 la població de fet de Yzengremer era de 565 persones. Hi havia 206 famílies de les quals 48 eren unipersonals (20 homes vivint sols i 28 dones vivint soles), 69 parelles sense fills, 81 parelles amb fills i 8 famílies monoparentals amb fills.
La població ha evolucionat segons el següent gràfic:
Habitants censats

### Habitatges
El 2007 hi havia 231 habitatges, 207 eren l'habitatge principal de la família, 13 eren segones residències i 11 estaven desocupats. 224 eren cases i 3 eren apartaments. Dels 207 habitatges principals, 178 estaven ocupats pels seus propietaris, 23 estaven llogats i ocupats pels llogaters i 5 estaven cedits a títol gratuït; 2 tenien una cambra, 5 en tenien dues, 27 en tenien tres, 66 en tenien quatre i 107 en tenien cinc o més. 141 habitatges disposaven pel capbaix d'una plaça de pàrquing. A 93 habitatges hi havia un automòbil i a 91 n'hi havia dos o més.

### Piràmide de població
La piràmide de població per edats i sexe el 2009 era:
| Homes | Edats   | Dones |
| ----- | ------- | ----- |
| 0     | 95 o +  | 0     |
| 0     | 90 a 94 | 0     |
| 0     | 85 a 89 | 8     |
| 0     | 80 a 84 | 0     |
| 12    | 75 a 79 | 8     |
| 16    | 70 a 74 | 12    |
| 16    | 65 a 69 | 8     |
| 16    | 60 a 64 | 20    |
| 12    | 55 a 59 | 20    |
| 32    | 50 a 54 | 20    |
| 12    | 45 a 49 | 24    |
| 4     | 40 a 44 | 4     |
| 24    | 35 a 39 | 20    |
| 16    | 30 a 34 | 20    |
| 20    | 25 a 29 | 8     |
| 16    | 20 a 24 | 8     |
| 12    | 15 a 19 | 20    |
| 20    | 10 a 14 | 12    |
| 16    | 5 a 9   | 8     |
| 12    | 0 a 4   | 12    |

## Economia
El 2007 la població en edat de treballar era de 367 persones, 231 eren actives i 136 eren inactives. De les 231 persones actives 205 estaven ocupades (123 homes i 82 dones) i 25 estaven aturades (14 homes i 11 dones). De les 136 persones inactives 51 estaven jubilades, 51 estaven estudiant i 34 estaven classificades com a «altres inactius».

### Ingressos
El 2009 a Yzengremer hi havia 203 unitats fiscals que integraven 512,5 persones, la mediana anual d'ingressos fiscals per persona era de 17.528 €.

### Activitats econòmiques
Dels 15 establiments que hi havia el 2007, 4 eren d'empreses de fabricació d'altres productes industrials, 2 d'empreses de construcció, 1 d'una empresa de comerç i reparació d'automòbils, 1 d'una empresa de transport, 3 d'empreses immobiliàries i 4 d'empreses classificades com a «altres activitats de serveis».
Dels 4 establiments de servei als particulars que hi havia el 2009, 1 era una fusteria, 1 electricista i 2 perruqueries.
L'any 2000 a Yzengremer hi havia 4 explotacions agrícoles que ocupaven un total de 220 hectàrees.

## Equipaments sanitaris i escolars
El 2009 hi havia una escola elemental integrada dins d'un grup escolar amb les comunes properes formant una escola dispersa.

## Poblacions més properes
El següent diagrama mostra les poblacions més properes.